# Commission spéciale sur l'ingérence étrangère dans l'ensemble des processus démocratiques de l'Union européenne, y compris la désinformation
La Commission spéciale sur l’ingérence étrangère dans l’ensemble des processus démocratiques de l’Union européenne, y compris la désinformation (INGE) est une des commissions spéciales du Parlement européen.

## Compétences et objectifs
La Commission sur l'ingérence étrangère a pour mission de lutter contre les interférences de pays-tiers au sein des mécaniques démocratiques des pays membres de l'Union européenne. De ce fait, les missions lui étant accordées relèvent notamment de la surveillance et l'analyse de la législation électorale ainsi que le financement des partis politiques et campagnes électorales des pays membres. S'ajoute également la suggestion d'actions coordonnées visant à la protection des législateurs, partis politiques et journalistes vis-à-vis des potentielles menaces hybrides provenant de l'étranger.
De plus, dans le domaine de l'action contre la désinformation, la commission détient également des compétences quant à la suggestion de mesures ayant pour but de contraindre les réseaux sociaux à afficher clairement la nature anti-démocratique et haineuse de certains de leurs contenus. De manière plus générale, cette mission a pour but affiché de responsabiliser l'ensemble des entreprises privées quant à ces enjeux, et particulièrement le secteur des technologies.

## Historique

### Première commission spéciale
Constituée en juin 2020, la création de la Commission sur l'ingérence étrangère résulte principalement des tensions dans les relations de l'Union européenne avec la fédération de Russie et avec la république populaire de Chine, principalement à propos des nombreuses collusions de ces derniers dans le processus électoral touchant tant les pays membres (ex. : MacronLeaks) que l'international (ex. : accusations d'ingérences russes dans l'élection présidentielle américaine de 2016).
Raphaël Glucksmann, élu président de la commission le 23 septembre 2020, déclare à propos de la commission : « Il y a depuis quelques années un immense problème d’ingérences étrangères dans nos démocraties, de campagnes systématiques d’États étrangers, telles la Russie ou la Chine, mais aussi d’acteurs non étatiques, tels Steve Bannon ou certaines fondations islamistes internationales. L’idée est d’appuyer sur le bouton pause, de faire un état des lieux, de s’interroger sur cette guerre hybride et ces formes d’ingérence pour établir un diagnostic. ».
La présence de l'eurodéputé RN Thierry Mariani au sein de la commission fut toutefois décriée en considération de sa proximité avec les régimes de Vladimir Poutine et de Bachar El-Assad ; il a déclaré que cette commission serait un outil du Parlement européen « adorant donner des leçons ».

### Prolongation du mandat de six mois
Le 9 mars 2021, le Parlement européen a annoncé la prolongation du mandat de la commission spéciale, qui devait finir le 23 septembre 2021, de 6 mois.

### Adoption du rapport
Le projet de rapport a été présenté le 18 octobre 2021. 1210 amendements ont été déposés sur le rapport par les députés membres de la commission spéciale. La rapporteure et les rapporteurs fictifs parviennent à négocier 195 amendements de compromis qui seront soumis au vote en commission spéciale.
Le rapport a été adopté en commission INGE le 25 janvier 2022. Sur les 33 membres de la commission : 25 ont voté pour (la totalité des membres des groupes politiques PPE, S&D, RE et Verts/ALE et la vice-présidente appartenant au groupe CRE), 8 contre (2 CRE, 2 ID, les NI et la GUE) et une abstention (le coordinateur et rapporteur fictif du groupe ID).
Le 9 mars 2022, le rapport est soumis au vote en session plénière. Il est adopté par 552 voix pour (notamment par la quasi-totalité des membres du PPE, la totalité des S&D et de Renew Europe, la majorité des Verts/ALE ainsi qu'un nombre important de député des groupes CRE et GUE), 81 voix contre (la majorité des membres du Rassemblement national (ID) et des non-inscrits, dont Reconquête !, et quelques députés CRE et GUE), et 60 abstentions (principalement les membres de la Ligue du Nord (ID) et des députés CRE et GUE).

### INGE 2
Le 10 mars 2022, le Parlement européen - ne pouvant prolonger le mandat de la commission spéciale dite « INGE 1 » du fait de l'adoption de son rapport final décide de la création d'une nouvelle commission spéciale, de même nom, dite « INGE 2 » à 614 voix pour, 42 contre et 34 abstentions. Son mandat a été étendu, en février 2023, aux questions de corruption et de transparence des processus démocratiques après le scandale du Qatargate.

## Activités de la commission

### Mandat initial (2020-2022)
La commission a mené plusieurs auditions thématiques : 
- menaces hybrides, désinformation et polarisation – aperçu institutionnel, le 24 septembre 2020 ;
- ingérence électorale, financement des partis politiques et plateformes de médias sociaux – aperçu, le 2 octobre 2020 ;
- comment l’ingérence étrangère sape la souveraineté: l’exemple de nos voisins de l’Est, 21 octobre 2020 ;
- ingérence étrangère dans la sphère publique: vérification des faits, plateformes de médias sociaux et leur utilisation dans la désinformation et l’ingérence étrangère et renforcement de la résilience, 26 octobre 2020 et 9 novembre 2020 ;
- ingérence étrangère dans la sphère politique: ingérence étrangère pendant les processus électoraux, y compris au moyen de cyberattaques, de fuites de données et de communication malveillante, 12 novembre 2020 ;
- ingérence étrangère dans la sphère politique : financements politiques provenant de formes légales ou non de sociétés-relais et de donateurs utilisant un prête-nom originaires de pays tiers, le 2 décembre 2020 ;
- journalisme contre propagande, le 11 décembre 2020 ;
- menaces possibles d’ingérence de pays tiers dans un contexte géopolitique, 25 janvier 2021 et 1er février 2021 ;
- communication stratégique pour contrer l’ingérence étrangère, 22 février 2021 ;
- comment rendre le financement des partis politiques et des campagnes plus transparent: quelles règles l’Union européenne doit-elle adopter?, 23 février 2021 ;
- démocratie en ligne: quels sont les risques? Comment se protéger?, 17 mars 2021 ;
- ingérence étrangère en matière de financement des organisations anti-choix dans l’Union européenne, 25 mars 2021 ;
- évolutions technologiques et approches réglementaires face à la désinformation : ingérence par la publicité, 13 avril 2021 ;
- évolutions technologiques et approches réglementaires concernant la désinformation, 15 avril 2021 ;
- échange de vues avec Mikhail Khodorkovsky, fondateur du Dossier Center, 10 mai 2021 ;
- audition avec Facebook, Twitter et YouTube sur le rôle des plateformes de médias sociaux dans la diffusion et le développement de la désinformation, ainsi que dans la détection et la lutte contre celle-ci, 10 mai 2021 ;
- comment l’histoire, la culture et l’éducation peuvent contribuer à lutter contre la désinformation, 15 juin 2021 ;
- désinformation et discrimination, 12 juillet 2021 ;
- plan d’action pour la démocratie européenne, législation sur les services numériques et autres instruments de l’UE: les propositions visant à protéger les processus démocratiques de l’UE contre l’ingérence étrangère, ainsi que la voie à suivre, 2 septembre 2021 ;
- sanctions et contre-mesures collectives, 2 septembre 2021.

Quatre échanges de vues ont eu lieu sur : 
- le rôle de l’éducation, des médias et de la culture dans la lutte contre la désinformation et l’ingérence étrangère, 9 septembre 2021 ;
- ingérence étrangère et espionnage de personnalités politiques et d’institutions européennes, 9 septembre 2021 ;
- sécurité des institutions de l’UE: répondre à l’escalade des cyberattaques, 9 septembre 2021 ;
- dommages économiques des ingérences et actions de désinformation étrangères, y compris sur le marché des données, 14 octobre 2021.

## Contenu des rapports

### Rapport du premier mandat de la commission INGE (2020-2022)
Sur l'accaparement des élites, le rapport cite notamment (considérant BX) :
- Gerhard Schröder, ancien chancelier allemand, pour ses liens avec Gazprom et son rôle dans le projet Nord Stream ;
- Paavo Lipponen, ancien Premier ministre finlandais, pour ses liens avec Gazprom et son rôle dans le projet Nord Stream ;
- Karin Kneissl, ancienne ministre des affaires étrangères de l'Autriche, en tant que membre du conseil d'administration de Rosneft ;
- François Fillon, ancien Premier ministre français, nommé membre du conseil d'administration de Zaroubejneft[14] ;
- Jean-Pierre Raffarin, ancien Premier ministre français, cité comme promoteur d'intérêts chinois en France[14] ;
- Štefan Füle, ancien commissaire tchèque, pour ses liens avec CEFC China Energy ;
- Esko Aho, ancien Premier ministre finlandais, en tant que membre du conseil d’administration de la Sberbank,
- Jean-Marie Le Guen, ancien ministre français, membre du conseil d’administration de Huawei France[14] ; et
- Yves Leterme, ancien Premier ministre belge, en tant que coprésident du fonds d’investissement chinois ToJoy.

## Membres

### Bureau, coordination et rapporteurs
| Nom                       | Mandat                                               | Groupe    | Pays               | Note                        |
| ------------------------- | ---------------------------------------------------- | --------- | ------------------ | --------------------------- |
| Raphaël Glucksmann        | Président                                            | S&D       | France             | Depuis le 23 septembre 2020 |
| Javier Zarzalejos         | Vice-président                                       | PPE       | Espagne            | Depuis le 23 septembre 2020 |
| Morten Løkkegaard         | Vice-président                                       | RE        | Danemark           | Depuis le 23 septembre 2020 |
| Dace Melbārde             | Vice-présidente                                      | CRE       | Lettonie           | Depuis le 23 septembre 2020 |
| Włodzimierz Cimoszewicz   | Vice-président                                       | S&D       | Pologne            | Depuis le 23 septembre 2020 |
| Vladimír Bilčik           | Coordinateur du groupe PPE                           | PPE       | Slovaquie          |                             |
| Pierfrancesco Majorino    | Coordinateur du groupe S&D                           | S&D       | Italie             |                             |
| Nathalie Loiseau          | Coordinatrice du groupe Renew Europe                 | RE        | France             |                             |
| Markéta Gregorová         | Coordinatrice des Verts/ALE                          | Verts/ALE | République tchèque |                             |
| Marco Dreosto             | Coordinateur du groupe ID Rapporteur fictif          | ID        | Italie             |                             |
| Ryszard Czarnecki         | Coordinateur du groupe CRE                           | CRE       | Pologne            |                             |
| Manu Pineda               | Coordinateur du groupe GUE                           | GUE       | Espagne            |                             |
| Sandra Kalniete           | Rapporteure (un seul rapport en commission spéciale) | PPE       | Lettonie           |                             |
| Andreas Schieder          | Rapporteur fictif                                    | S&D       | Autriche           |                             |
| Bart Groothuis            | Rapporteur fictif                                    | RE        | Pays-Bas           |                             |
| Viola von Cramon-Taubadel | Rapporteure fictive                                  | Verts/ALE | Allemagne          |                             |
| Dace Melbārde             | Rapporteure fictive                                  | CRE       | Lettonie           |                             |
| Clare Daly                | Rapporteure fictive                                  | GUE       | Irlande            | Elle est membre suppléante. |

Jeroen Lenaers a été coordinateur au début du mandat de la commission spéciale INGE puis a été remplacé par Vladimír Bilčik.

### Autres membres
| Nom                         | Groupe    | Pays      | Durée |
| --------------------------- | --------- | --------- | ----- |
| Andrea Bocskor              | NI        | Hongrie   |       |
| Ioan-Rareș Bogdan           | PPE       | Roumanie  |       |
| Gwendoline Delbos-Corfield  | Verts/ALE | France    |       |
| Jorge Buxadé Villalba       | CRE       | Espagne   |       |
| Anna Júlia Donáth           | RE        | Hongrie   |       |
| Nicolaus Fest               | ID        | Allemagne |       |
| Sunčana Glavak              | Verts/ALE | Croatie   |       |
| Balázs Hidvéghi             | NI        | Hongrie   |       |
| Stelios Kouloglou           | GUE       | Grèce     |       |
| Jeroen Lenaers              | PPE       | Pays-Bas  |       |
| Juan Fernando López Aguilar | S&D       | Espagne   |       |
| Lukas Mandl                 | PPE       | Autriche  |       |
| Maite Pagazaurtundúa        | RE        | Espagne   |       |
| Tonino Picula               | S&D       | Croatie   |       |
| Robert Roos                 | CRE       | Pays-Bas  |       |
| Sabine Verheyen             | PPE       | Allemagne |       |

### Membres suppléants
| Nom                 | Groupe    | Pays      | Durée |
| ------------------- | --------- | --------- | ----- |
| Magdalena Adamowicz | PPE       | Pologne   |       |
| Barry Andrews       | RE        | Irlande   |       |
| Nikos Androulakis   | S&D       | Grèce     |       |
| Petras Auštrevičius | RE        | Lituanie  |       |
| Reinhard Bütikofer  | Verts/ALE | Allemagne |       |
| Ryszard Czarnecki   | CRE       | Pologne   |       |
| Salvatore De Meo    | PPE       | Italie    |       |
| Angel Dzhambazki    | CRE       | Bulgarie  |       |
| Laura Ferrara       | NI        | Italie    |       |
| Frances Fitzgerald  | PPE       | Irlande   |       |
| Daniel Freund       | Verts/ALE | Allemagne |       |
| Sandro Gozi         | RE        | France    |       |
| Márton Gyöngyösi    | NI        | Hongrie   |       |
| Heidi Hautala       | Verts/ALE | Finlande  |       |
| Rasa Juknevičienė   | PPE       | Lituanie  |       |
| Marina Kaljurand    | S&D       | Estonie   |       |
| Petra Kammerevert   | S&D       | Allemagne |       |
| Niyazi Kızılyürek   | GUE       | Chypre    |       |
| Gilles Lebreton     | ID        | France    |       |
| David McAllister    | PPE       | Allemagne |       |
| Nuno Melo           | PPE       | Portugal  |       |
| Iskra Mihaylova     | RE        | Bulgarie  |       |
| Urmas Paet          | RE        | Estonie   |       |
| Nicola Procaccini   | CRE       | Italie    |       |
| Franco Roberti      | S&D       | Italie    |       |
| Nacho Sánchez Amor  | S&D       | Espagne   |       |
| Isabel Santos       | S&D       | Portugal  |       |
| Silvia Sardone      | ID        | Italie    |       |
| Eugen Tomac         | PPE       | Roumanie  |       |
| Mihai Tudose        | S&D       | Roumanie  |       |
| Iuliu Winkler       | PPE       | Roumanie  |       |
| Tomáš Zdechovský    | PPE       | Roumanie  |       |